# 圓洲角
圓洲角（英語：Yuen Chau Kok），是位於香港沙田區的一處地方。

## 歷史

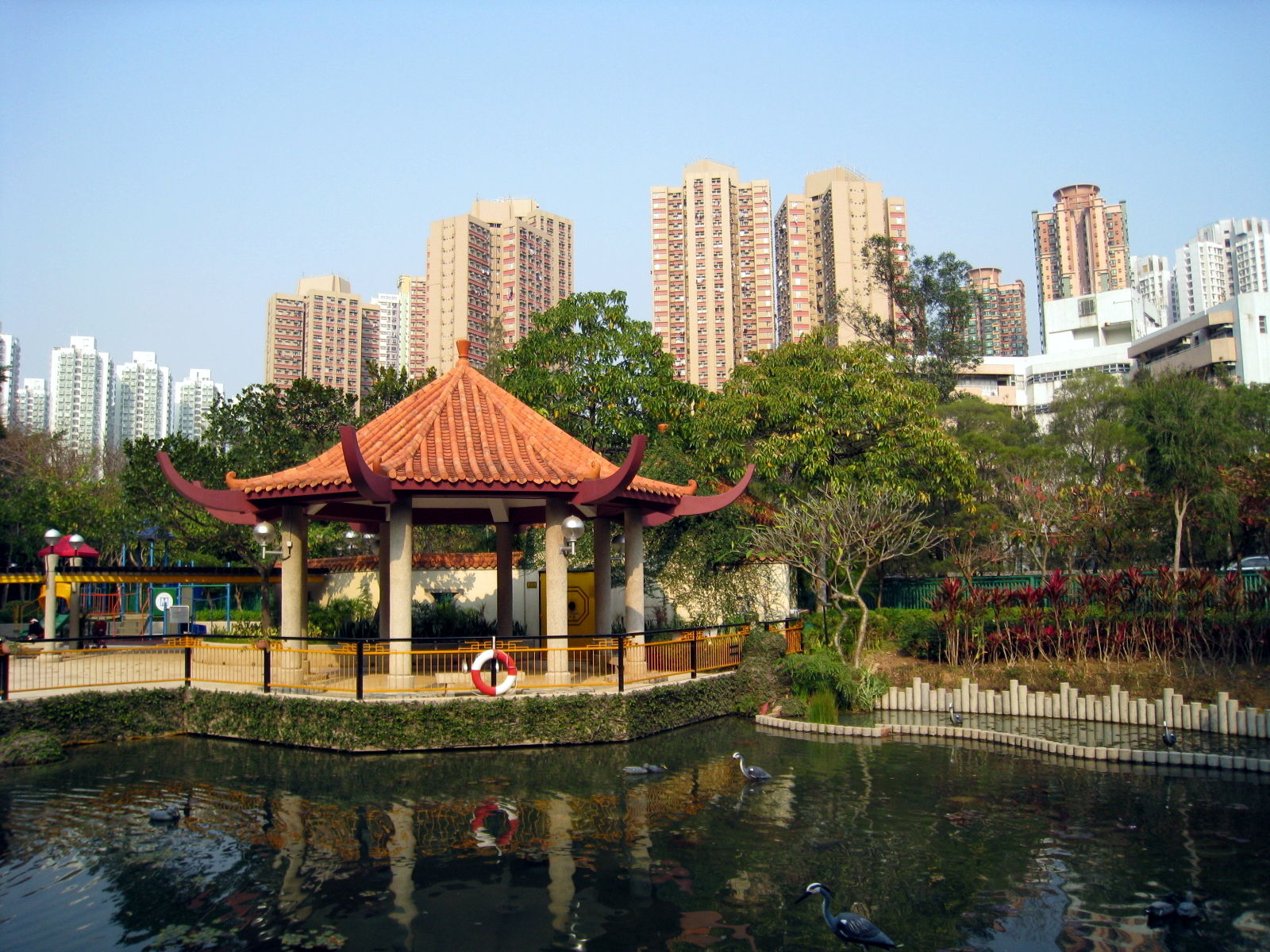
圓洲角公園

圓洲角原稱為圓洲（英語：Yuen Chau），是沙田海上一個海拔70米的小島及小山丘。17世紀，福建的鄭氏南來曾居於圓洲，後來再分別遷到黃泥頭、茅旦、茂草岩等地，他們的不少祖墳都是位於圓洲。圓洲島上有王屋和圓洲角兩村。兩村之間的海岸稱為水鹹門。1911年，王屋和圓洲角分別有39名和24名居民。相傳，圓洲是小島古稱黿洲的簡寫，因小島的形狀和地勢從遠處看起來像一隻黿。
清初，沙田圍約、瀝源約村民已在小炭（小灘，現今威爾斯親王醫院一帶的淺灘）外築壩防汛圍田，將圓洲連接陸地。19世紀時，圓洲是來往九龍與廣東其他地方的一個中途站，有渡輪前往落路下、大埔、罌涌（現今涌尾）和深圳沙魚涌。王氏族人更曾於當地開設「義利客棧」招待旅客，香港九約竹枝詞曾描述圓洲從前的生活「風光鬧熱是圓洲，客似雲來載滿舟」。圓洲北岸設有清政府稅關和小渡頭，稅關於咸豐年間設立，英國接收新界後成為第一代沙田警署，直至1920年代後荒廢。1910年，九廣鐵路英段落成，令圓洲的地位逐漸被區內其他地方取代，來往沙魚涌的渡輪亦改到位於海邊的大埔滘站。
1970年代政府發展沙田新市鎮，在沙田海兩岸進行填海工程，位於沙田海中央的圓洲成為東岸陸地的一部份。填海後，圓洲以東的一大片土地被稱為圓洲角。1980年10月，圓洲角建成安置區，及後高峰時居民人數多達4560人，曾經是香港最大臨時房屋區。及後，該安置區於1991-94年間逐步騰空及拆卸，居民分別遷入太和邨、廣源邨及利安邨。
在沙田新市鎮發展的早期，圓洲角周邊的填海地新發展區，如沙田第一城、愉田苑等仍以「圓洲角」稱呼其所在地區，不過因沙田第一城的名氣太大，很多香港市民都誤以為該區名稱為「第一城區」，後來隨着城門河東岸發展成熟，遂產生一個名字「城河東」代表包括圓洲角在內的整個城門河東岸地區。
目前，圓洲島仍大致上保留了原本的天然狀態，成爲沙田城河東中部一個小山丘「圓洲角山」，被大涌橋路、沙田路和圓洲角路包圍，四周都建有住宅樓宇，政府在原島嶼的部分建有圓洲角公園。

## 圓洲角山

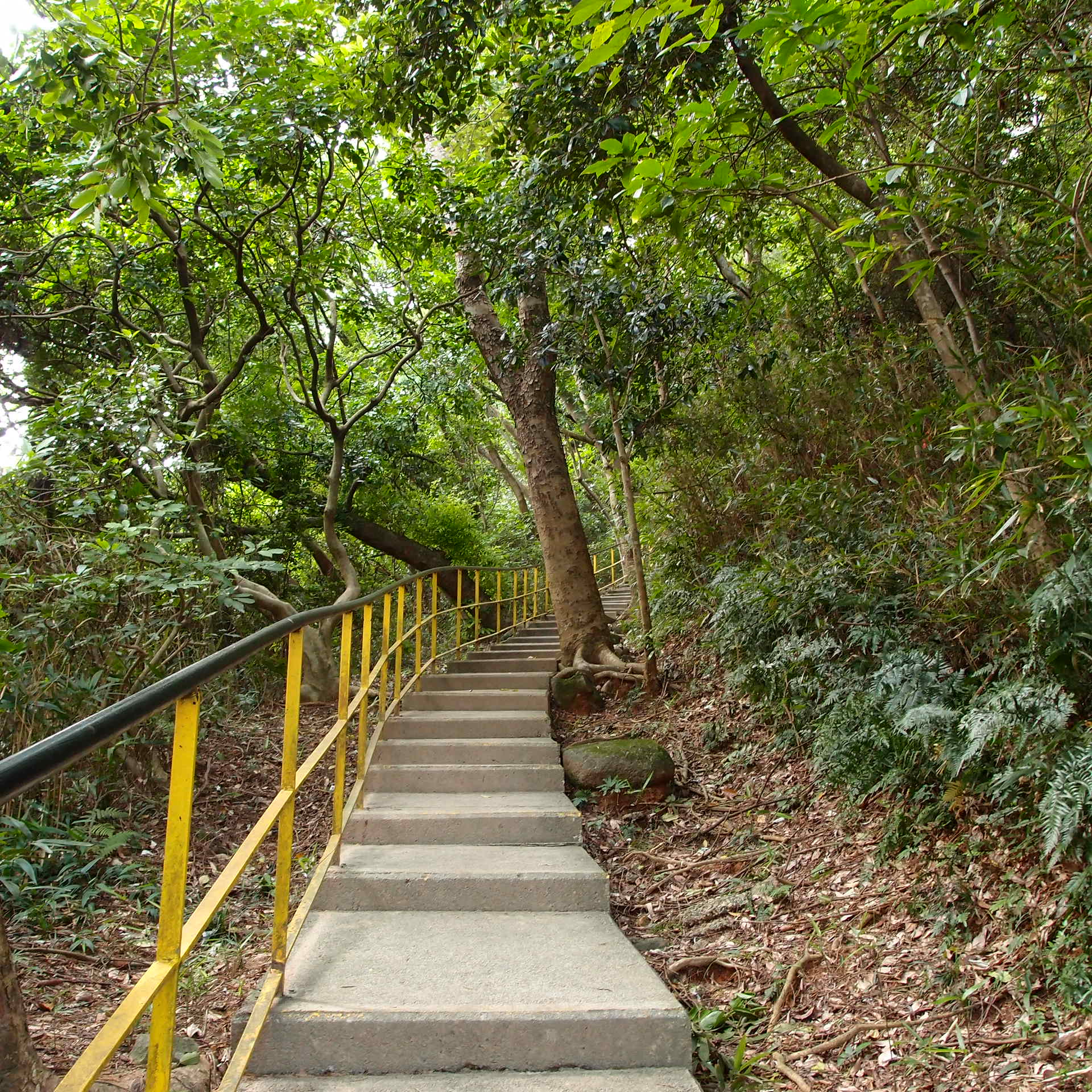
通向山頂的樓梯，平緩易走

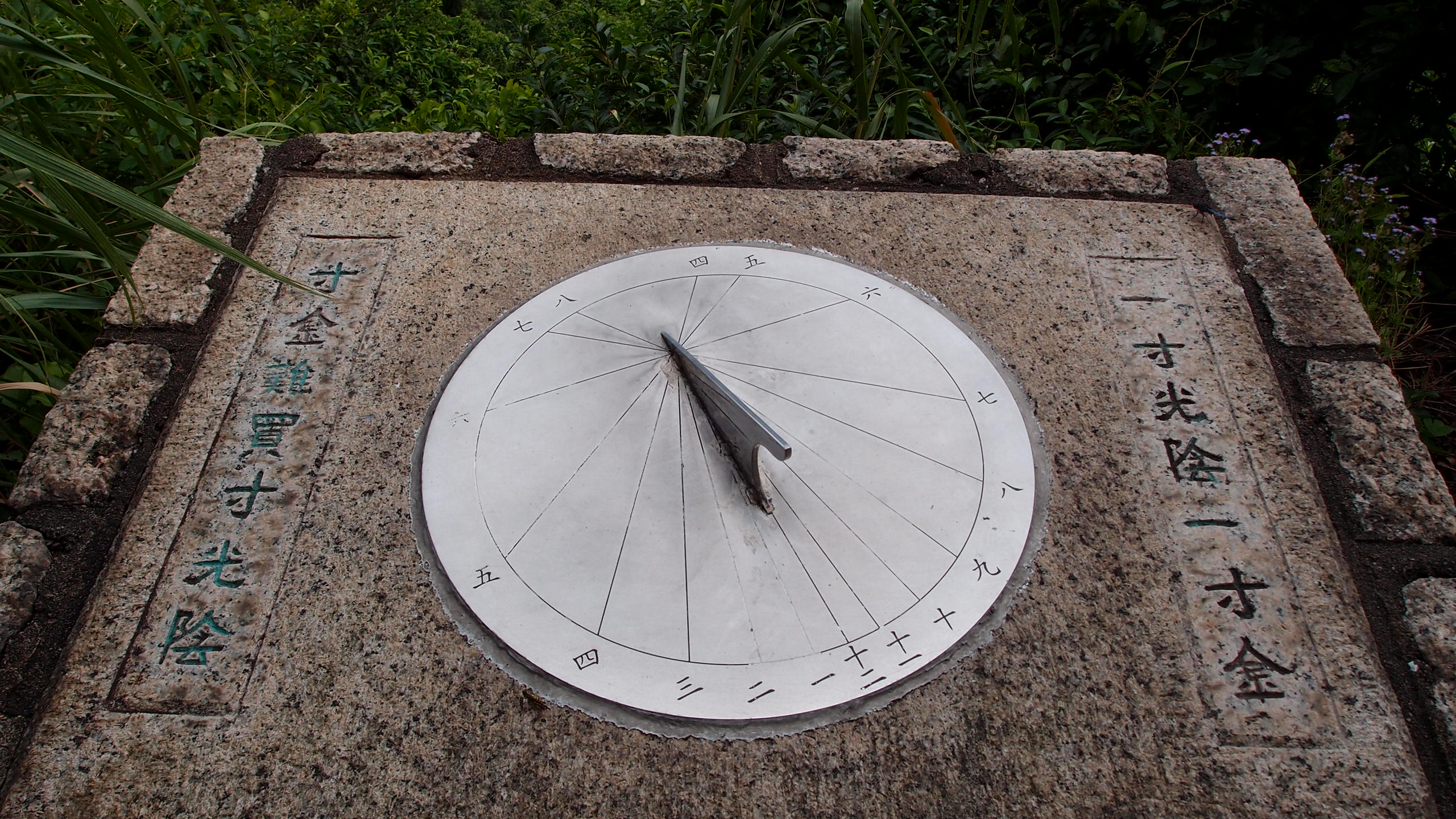
圓洲角山的石制日晷

圓洲角山是圓洲角公園裡的小山丘，海拔71米，即沙田填海工程前位於沙田海上的「圓洲」島原址，現時由康文署管理，山路的出入口僅在早上至黃昏開放。
山上有燒烤場、緩跑徑、標柱、觀景台及別具特色的石制日晷。

## 王屋

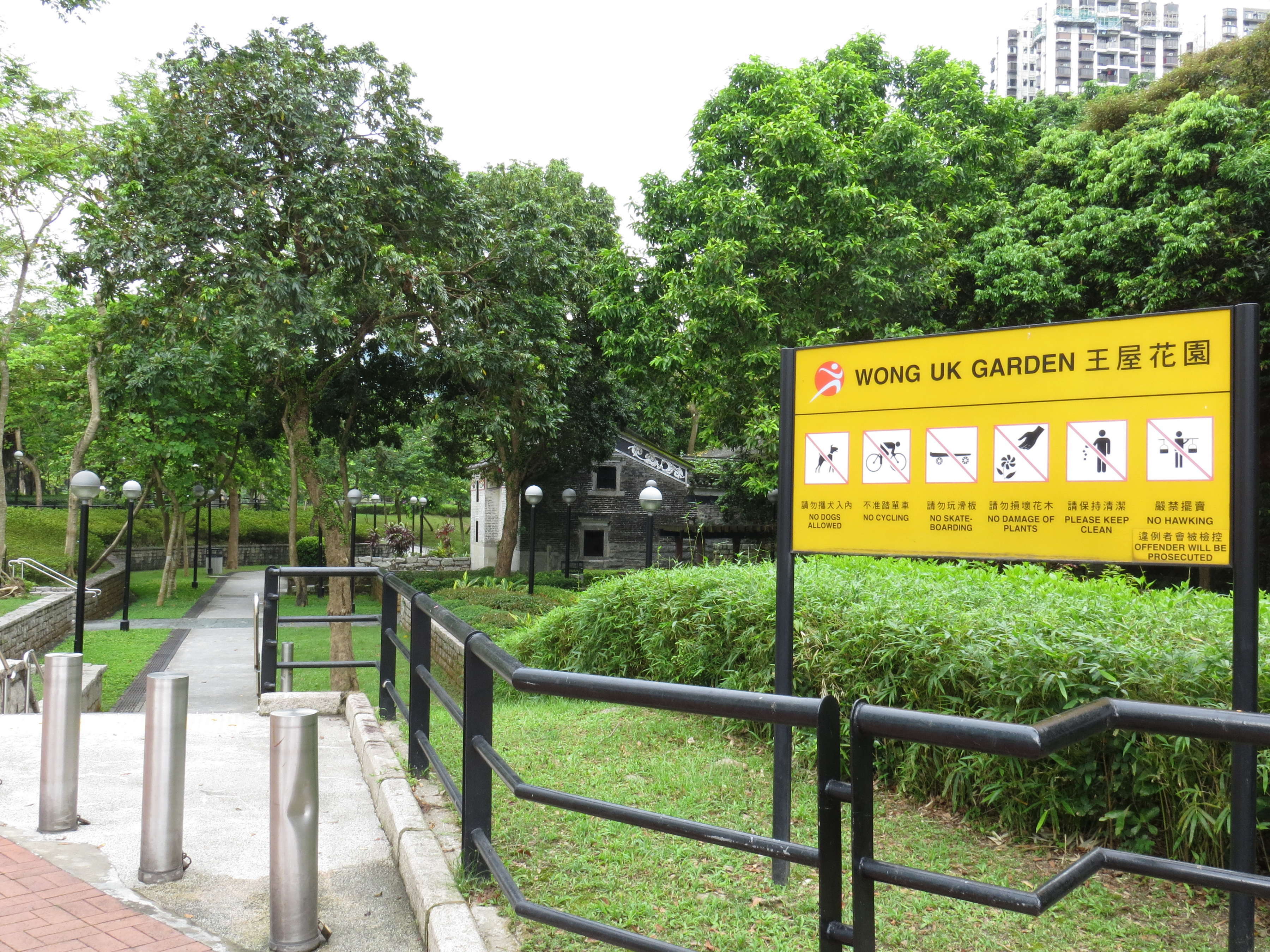
王屋花園

在圓洲角東南部的一座王屋，是在19世紀時由一對來自於興寧縣之王姓客家夫婦興建。
圓洲角進行填海工程時，香港政府保留了這座王屋，並將其列為香港法定古蹟，亦在相鄰興建了王屋花園。

## 區內主要地點

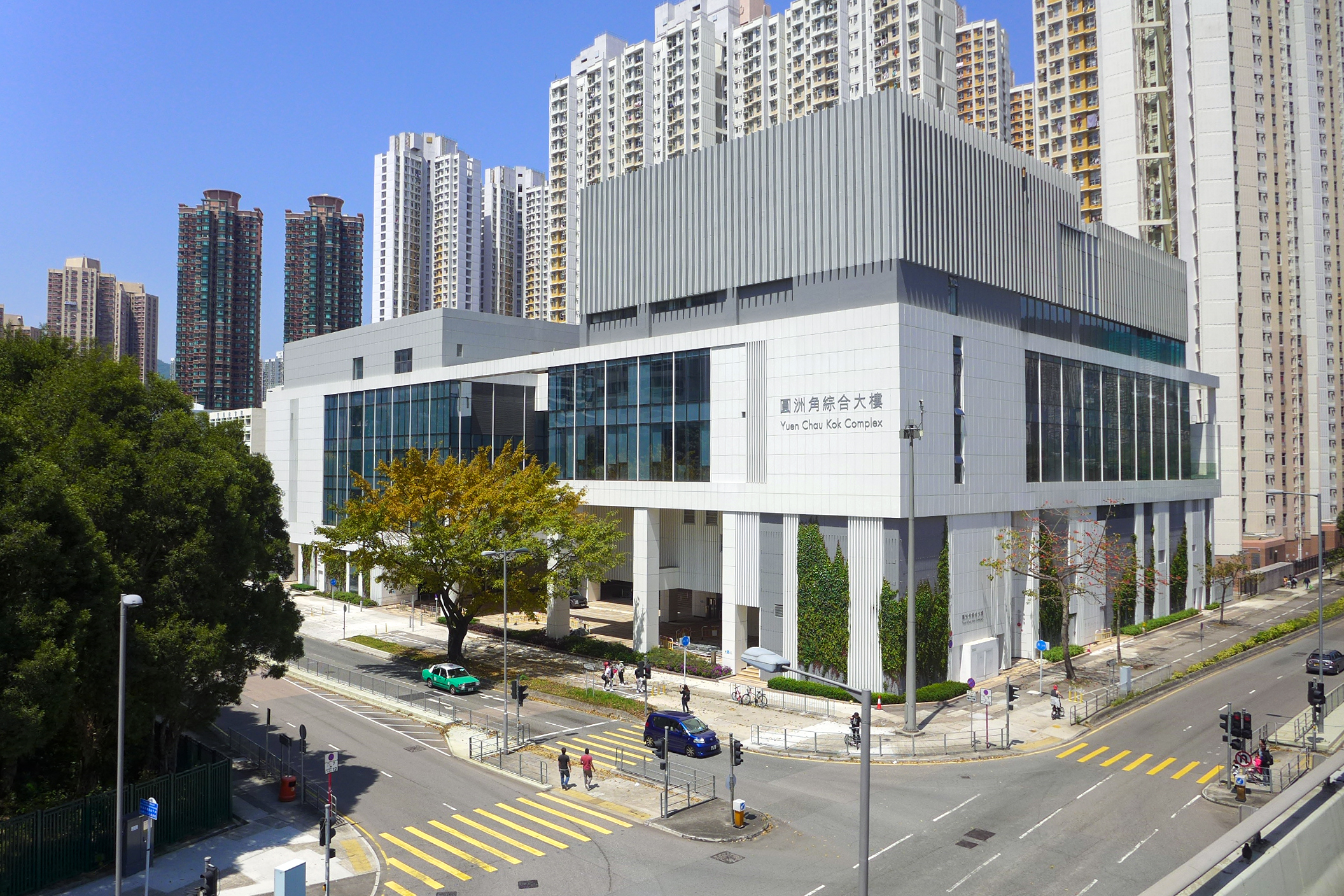
圓洲角綜合大樓內設圖書館、體育館和社區會堂

- 威爾斯親王醫院
- 沙田第一城
- 愉田苑
- 愉翠苑
- 富豪花園
- 王屋村民宅
- 王屋村
- 圓洲角公園
- 圓洲角體育館
- 圓洲角公共圖書館
- 第一城站

## 區議會議席分佈
為方便比較，以下列表主要以小瀝源渠、沙田圍路、城門河為範圍。
| 年度/範圍                                                                                 | 2000-2003  | 2004-2007  | 2008-2011  | 2012-2015  | 2016-2019  | 2020-2023  | 2024-2027  |
| ----------------------------------------------------------------------------------------- | ---------- | ---------- | ---------- | ---------- | ---------- | ---------- | ---------- |
| 沙田第一城 （第1-31座）                                                                   | 第一城選區 | 第一城選區 | 第一城選區 | 第一城選區 | 第一城選區 | 第一城選區 | 沙田東選區 |
| 沙田第一城 （第32-52座）                                                                  | 愉城選區   | 愉城選區   | 愉城選區   | 愉城選區   | 愉城選區   | 愉城選區   | 沙田東選區 |
| 愉田苑                                                                                    | 愉城選區   | 愉城選區   | 愉城選區   | 愉城選區   | 愉城選區   | 愉城選區   | 沙田東選區 |
| 愉翠苑及欣廷軒                                                                            | 碧湖選區   | 愉欣選區   | 愉欣選區   | 愉欣選區   | 愉欣選區   | 愉欣選區   | 沙田東選區 |
| 崗背街及怡成坊沿路住宅 （河畔花園、花園城、田園閣、勵城花園、翠華花園、全輝中心及皇御居） | 王屋選區   | 王屋選區   | 王屋選區   | 王屋選區   | 王屋選區   | 王屋選區   | 沙田東選區 |
| 圓洲角路沿路住宅 （春暉花園、翠麗花園及王屋村）                                           | 王屋選區   | 王屋選區   | 王屋選區   | 王屋選區   | 王屋選區   | 王屋選區   | 沙田東選區 |
| 富豪花園                                                                                  | 王屋選區   | 王屋選區   | 王屋選區   | 王屋選區   | 王屋選區   | 王屋選區   | 沙田東選區 |

註：以上主要範圍尚有其他細微調整（包括編號），請參閱有關區議會選舉選區分界地圖及條目。

## 交通

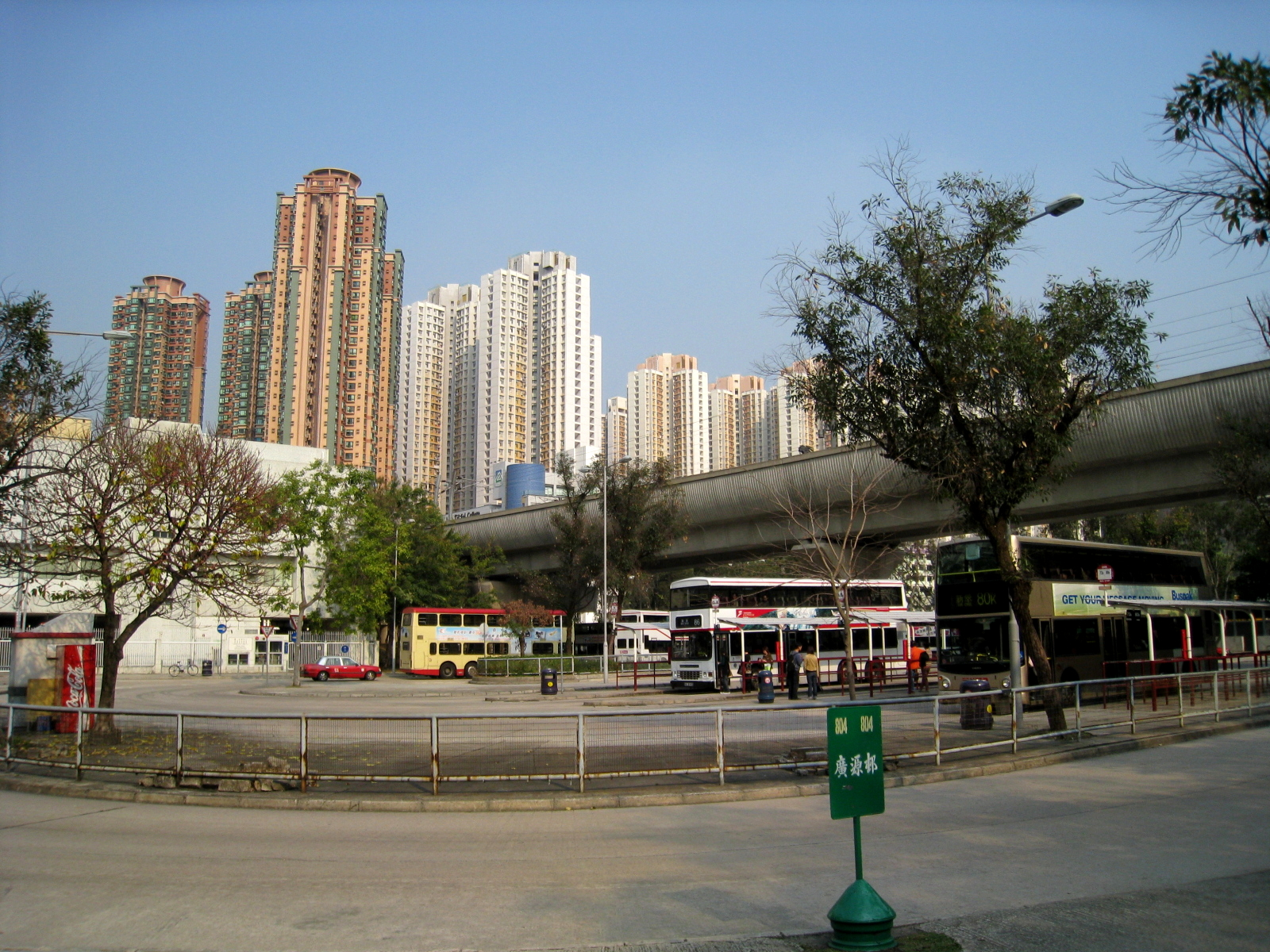
圓洲角巴士總站

## 外部連結
- 沙田王屋村民宅 - 香港古物古蹟辦事處